# Anetan
Anetan è un distretto di Nauru che dà il nome anche a una circoscrizione elettorale. Secondo Paul Hambruch il termine «anetan» significa «mangrovia».

## Il distretto
Anetan si trova nella parte settentrionale dell'isola; è bagnato dall'Oceano Pacifico e confina con i distretti di Ewa e Anabar.
Ha una superficie di 1 km² e una popolazione di 587 abitanti.
Nel distretto è presente una scuola.

## La circoscrizione elettorale

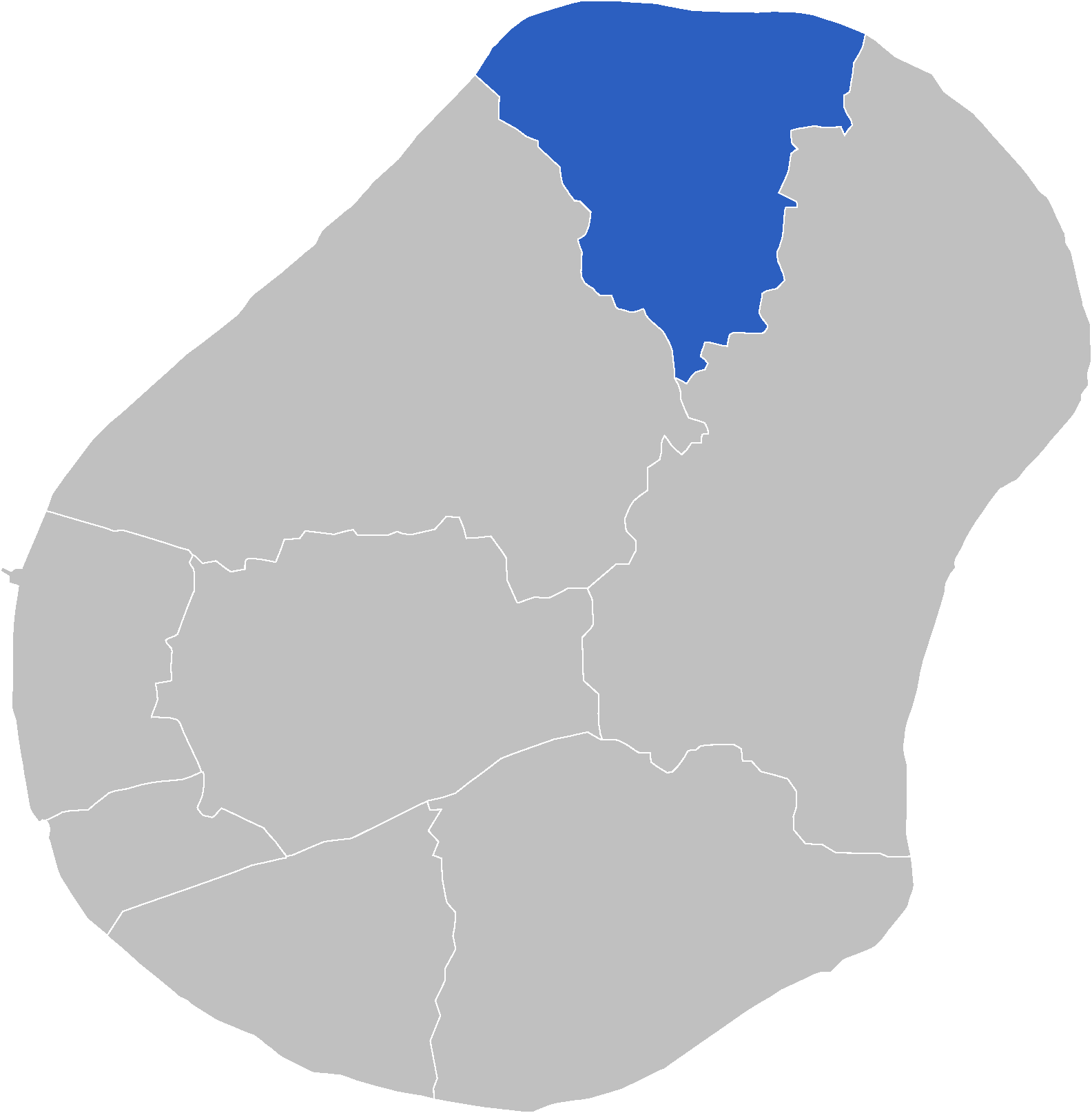
La circoscrizione di Anetan

La circoscrizione elettorale d'Anetan, composta dai distretti di Anetan ed Ewa, elegge 2 membri al Parlamento di Nauru.